# 未知語
未知語（みちご、英語: unknown words）は、自然言語処理において、辞書中に登録されていない語句や表記のことである。未知語は大きく「既知語から派生したもの」と「既知語と直接的な関係性を持たない純粋な未知語」の2つに分類することができる。TwitterなどのSNSにも数多くの未知語が見られており、それらの未知語を分析する研究も行われている。

## 未知語とみなされやすい表現
- 固有名詞 (人名、地名、商品名など)
- 擬音、擬態語
- 顔文字、アスキーアート